# Léon Braconnier
Pour les articles homonymes, voir Braconnier.
Léon Braconnier, né le 7 juin 1850 à Arlon et mort le 10 décembre 1935 à Bruxelles, est un explorateur belge en Afrique centrale. Il a été Commissaire de district du Kasaï et dirigea plusieurs missions d'études relatives aux cultures tropicales en Angola et au Benguéla. 

## Biographie
Léon Henri Michel Braconnier, né le 7 juin 1850 à Arlon est le fils du colonel Charles Braconnier, vétéran de la campagne de 1839, et d'Éléonore de Fourdrigney. Il est issu d'une famille d'origine française où la carrière militaire était en honneur. Son frère ainé était le général Charles-Marie Braconnier. Il a épousé Marie-Thérèse Witdoeck, fille du peintre Pierre-Joseph Witdoeck, qui lui donne quatre enfants : Léontine, Léa, Marie et Henri Braconnier, industriel et mécène.
Le 8 avril 1869, Léon Braconnier entre à l'École royale militaire  et sort le 8 avril 1871 sous-lieutenant, désigné pour le régiment des chasseurs à pied. Il est mobilisé pendant la guerre franco-prussienne de 1870 pour monter la garde à la frontière franco-belge. Le 8 avril 1878, il est promu lieutenant et attaché au régiment des Carabiniers. Ensuite, il exerce la fonction d'aide de camp du général Poplimont. Ayant obtenu son brevet d'adjoint d'état-major de l'École de guerre le 4 décembre 1880, il est promu capitaine le 6 avril 1886 et prend le rang dans les cadres du 3e régiment des chasseurs à pied.
Désirant suivre l'exemple de son frère aîné, Charles-Marie Braconnier, qui était parti pour l'Association internationale africaine et était devenu l'un des premiers collaborateurs de Henry Morton Stanley, Léon Braconnier sollicite lui aussi un engagement pour l'Etat indépendant du Congo. Le 21 août 1887, il s'embarque à Anvers et est désigné le 28 septembre pour être adjoint du capitaine de Macar qui commandait l'importante station de Luluabourg. Une fois en fonction, il parcourt toute la région avoisinante, le 27 mars 1888, il succède au capitaine et se voit octroyer le titre de Commissaire de district du Kasaï. Braconnier fait prospérer grandement la région en intensifiant les cultures de riz, de maïs, de sorgho et en favorisant l'accroissement du gros et du petit bétail, faisant de Luluabourg le centre de distribution de toute la région voisine. Il œuvre à l'amélioration des conditions de vie des blancs et des noirs, notamment par la construction d'habitations en briques. Il établit aussi les premiers impôts en nature. Promu commandant, il quitte Luluabourg le 16 juin 1890 et rentre en Europe le 19 septembre.
Le 21 juin 1881, il repart en Afrique chargé d'une mission d'étude en Angola et en Benguéla. Cette mission dura près d'une année. Par la suite, le colonel Braconnier effectua encore des voyages en pays lointains, notamment en Iran.

## Distinctions honorifiques
- Chevalier de l'ordre de Léopold (Belgique).
- Croix militaire de 1re classe.
- Médaille Commémorative 1870-1871 (Belgique).
- Chevalier de l'Ordre royal du Lion (Congo belge).
- Étoile de Service (Congo belge).
- Ordre du Soleil de Perse, 4e classe.

## Sources bibliographiques
- BOULGER (D.C.), The Congo State, Londres, 1898, p.28.
- COOSEMANS (M.), Biographie coloniale belge, t.III, Bruxelles, 1952.
- DELCOMMUNE (A.), Vingt années de vie africaine, t.I, Larcier, Bruxelles, p.139.
- La Belgique active, Bruxelles, 1934, p.102.